# 馬馴 (弘治進士)
馬馴（1474年—？），字德夫，山東青州府益都縣人，民籍，明朝政治人物。

## 生平
弘治十一年（1498年）戊午科順天鄉試第一百二十五名舉人。弘治十八年（1505年）中式乙丑科會試第二百七十四名，三甲第一百五十二名進士。授洪洞县知县。

## 家族
曾祖馬璘；祖父馬聰；父馬能，縣丞。母王氏。慈侍下。弟馬通。